# Línguas mixe-zoqueanas

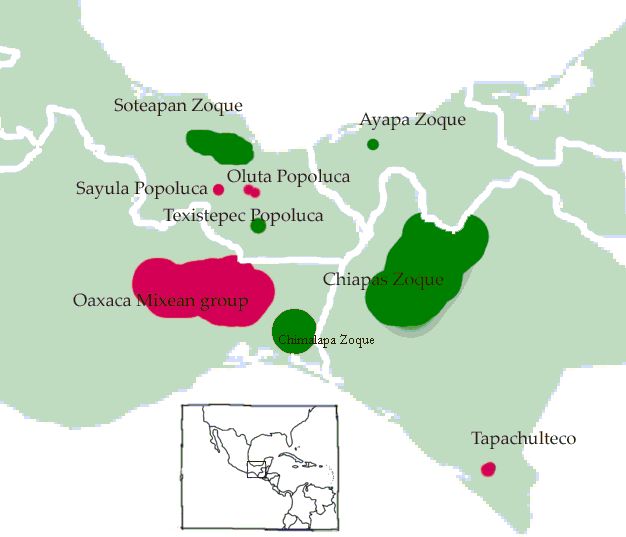
Distribuição geográfica das línguas mixe-zoqueanas.

As línguas mixe-zoqueanas constituem uma família linguística cujos membros vivos são falados no istmo de Tehuantepec, México e sua vizinhança.  O governo mexicano reconhece três línguas mixe-zoque como línguas oficiais: mixe ou ayook com 188 000 falantes, zoque ou o'de püt com 88 000 falantes, e as línguas de Popoluca, das quais algumas são mixeanas e outras zoqueanas, com 69 000 falantes. Porém, a diversidade interna de cada um destes três grupos é grande e o Ethnologue contabiliza dezasseis línguas diferentes e a actual classificação das línguas mixe-zoque de Wichmann (1995) contabiliza doze línguas e onze dialectos. Entre as línguas extintas da família mixe-zoqueana inclui-se o tapachulteco, que era falado na costa sudeste de Chiapas.

## História
Historicamente a família mixe-zoque pode ter sido muito mais abrangente em termos geográficos, estendendo-se até à costa pacífica da Guatemala (i.e. a região de Soconusco). Terrence Kaufman e Lyle Campbell propuseram, baseando-se em várias palavras emprestadas recorrentes em outras línguas mesoamericanas, ser possível que os olmecas, geralmente vistos como a mais antiga cultura dominante da Mesoamérica, falassem uma língua mixe-zoque. Kaufman, juntamente com John Justeson, reivindicou haver decifrado a escrita ístmica (também designada epi-olmeca), baseando-se no seu ponto de vista de que se encontrava escrita numa língua mixe-zoque.
Ambas as propostas acima têm sido criticadas: Michael D. Coe e David Stuart argumentam que o reduzido número de exemplares conhecidos de escrita ístmica é insuficiente para sustentar qualquer proposta de decifragem. A sua tentativa de aplicação das decifragens de Kaufman e Justeson a outros materiais de proveniência ístmica não obteve resultados significativos. Wichmann (1995) critica algumas das supostas palavras mixe-zoqueanas emprestadas às línguas mesoamericanas, por serem apenas zoqueanas, mas não mixeanas, o que significa o que significa que o período em que ocorreu o empréstimo é muito posterior ao período durante o qual a cultura olmeca se encontrava no seu auge, pois durante este período o proto-mixe-zoqueano era uma única língua.
Mais tarde em 2001 Kaufman, de novo baseando-se em empréstimos mixe-zoqueanos a outras línguas mesoamericanas, defendeu a existência de uma presença mixe-zoqueana em Teotihuacan, e atribui ao mixe-zoqueano um papel importante na disseminação das caracteríticas linguísticas que se tornaram definidoras da área linguística mesoamericana.
Pensa-se que as línguas mixe-zoque não estão relacionadas com qualquer outro grupo linguístico,apesar de no início do século XX Edward Sapir as haver incluído na superfamília das línguas penutianas.

## Genealogia do mixe-zoque
A classificação das línguas mixe-zoqueanas de Søren Wichmann (1995):
| Classificação das línguas mixe-zoqueanas |          |                      |                      |                                         |                           |
| Família                                  | Grupos   | Grupos               | Grupos               | Língua                                  | Território                |
| Línguas mixe-zoqueanas                   | Mixeano  | Mixe de Oaxaca       | Mixe de Oaxaca       | Variedades mixeanas da Sierra de Juárez | Sierra de Juárez (Oaxaca) |
| Línguas mixe-zoqueanas                   | Mixeano  | Mixe do Golfo        | Mixe do Golfo        | Popoluca de Sayula                      | Veracruz                  |
| Línguas mixe-zoqueanas                   | Mixeano  | Mixe do Golfo        | Mixe do Golfo        | Popoluca de Oluta                       | Veracruz                  |
| Línguas mixe-zoqueanas                   | Zoqueano | Zoque do Golfo       | Zoque do Golfo       | Popoluca de Texistepec                  | Veracruz                  |
| Línguas mixe-zoqueanas                   | Zoqueano | Zoque do Golfo       | Zoque do Golfo       | Popoluca de Soteapan                    | Veracruz                  |
| Línguas mixe-zoqueanas                   | Zoqueano | Zoque dos Chimalapas | Zoque dos Chimalapas | Zoque de San Miguel Chimalapa           | Los Chimalapas (Oaxaca)   |
| Línguas mixe-zoqueanas                   | Zoqueano | Zoque dos Chimalapas | Zoque dos Chimalapas | Zoque de Sta. María Chimalapa           | Los Chimalapas (Oaxaca)   |
| Línguas mixe-zoqueanas                   | Zoqueano | Zoque de Chiapas     | Zoque de Chiapas     | Variedades zoques de Chiapas            | Ocidente de Chiapas       |

## Fonologia das línguas mixe-zoqueanas
A lista de fonemas do proto-mixe-zoqueano conforme a reconstrução de Wichmann (1995) pode parecer relativamente simples, mas muitas das línguas modernas inovaram e algumas tornaram-se bastante ricas em vogais e algumas também introduziram o contraste do tipo fortis/lenis nas séries de oclusivas. O fonema lateral /l/ é encontrado em muito poucas palavras em algumas das línguas e a sua origem é provavelmente onomatopeica.
|                | Anterior | Central | Posterior |
| -------------- | -------- | ------- | --------- |
| Fechada (alta) | *i *i:   | *ɨ *ɨ:  | *u *u:    |
| Média          | *e *e:   |         | *o *o:    |
| Aberta (baixa) |          | *a *a:  |           |

|              |              | Bilabial | Bilabial | Alveolar | Alveolar | Alveolo-Palatal | Alveolo-Palatal | Velar | Velar | Glotal | Glotal |
| ------------ | ------------ | -------- | -------- | -------- | -------- | --------------- | --------------- | ----- | ----- | ------ | ------ |
| Oclusivas    | Oclusivas    | *p       | *p       | *t       | *t       | *ts             | *ts             | *k    | *k    | *ʔ     | *ʔ     |
| Fricativas   | Fricativas   |          |          | *s       | *s       |                 |                 |       |       | *h     | *h     |
| Nasais       | Nasais       | *m       | *m       | *n       | *n       |                 |                 |       |       |        |        |
| Aproximantes | Aproximantes | *w       | *w       |          |          | *j              | *j              |       |       |        |        |

### Sílabas
As línguas mixe-zoque são caracterizadas por núcleos silábicos complexos formados por combinações de vogais juntamente com paragem glotal e /h/ na protolíngua.
Os núcleos silábicos do proto-mixe-zoqueano podiam ser:
V - vogal curta
V' - vogal curta com paragem glotal
VV - vogal longa
V'V - vogal longa com paragem glotal média
VV' - vogal longa com paragem glotal final
Vh - vogal curta com h

## Características gramaticais das línguas mixe-zoqueanas
As línguas mixe-zoque são caracterizadas pela marcação do núcleo das sentenças, são polissintéticas com verbos morfologicamente complexos e substantivos simples. Nelas são marcados tanto os sujeitos gramaticais como os objectos. Usam um alinhamento ergativo e apresentam sistemas do tipo directo/inverso originados pela animácia e topicalidade. Os verbos distinguem os afixos pessoais dependendo do tipo de cláusula em que ocorrem. Existem dois tipos de marcadores de aspecto, um utilizado em cláusulas dependentes e outro utilizado em cláusulas independentes. São distinguidos três aspectos em cada tipo de cláusula: incompletivo, completivo e irrealis.

## Classificação doEthnologuee códigos-ISO do SIL
O Ethnologue ainda utiliza a classificação anterior a Wichmann como base para o seu trabalho.
1. Línguas mixe -- Estimados 90 0000 falantes nativos.
  - Mixe Oriental - Estimados 72,000 falantes nativos

Dialectos:Coatlán (mco), Istmo(mir), Quetzaltepec(pxm),Juquila(mxq), e Mazatlán(mzl)
  - Mixe de Veracruz - Estimados 4 000 falantes nativos

Dialectos: Oluta (plo) quase extinto - apenas 100 falantes, Sayula (pos)
  - Mixe Ocidental

Estimados 10 000 falantes nativos
Dialectos: Totontepec (mto), Tlahuitoltepec (mxp)
2. Línguas zoque -- Estimam-se 60 000 falantes nativos
  - Zoque de Chiapas - Estimados 22 000 falantes nativos

Dialects: Copainalá (zoc), Rayón (zor), Francisco León (zos)
  - Zoque de Oaxaca - Estimam-se 4 500 falantes nativos

Dialecto: Chimalapa (zoh)
  - Zoque de Veracruz - Estimam-se 30 000 falantes nativos

Dialectos: Terras altas (poi),  Texistepec (poq) quase extinto - apenas 450 falantes, Tabasco  (zoq) quase extinto - apenas 40 falantes